# Kronprinsessan Victorias kustsanatorium för skrofulösa barn

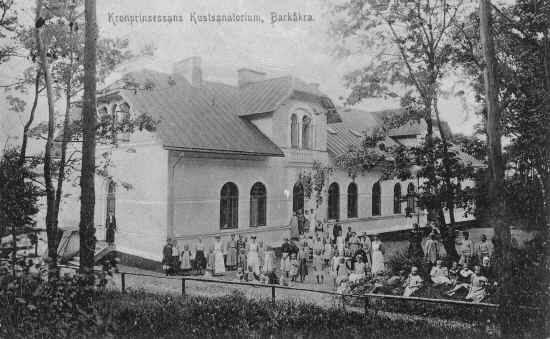
En av sanatoriebyggnaderna

Kronprinsessan Victorias kustsanatorium (KVK) låg i Vejbystrand, Barkåkra kommun, från år 1971 tillhörande Ängelholms kommun i nordvästra Skåne. Sanatoriet grundades av doktor Ernst Lindahl år 1903 och dåvarande kronprinsessan Victoria blev kustsanatoriets beskyddare.
Under 1800-talet var tuberkulosen en utbredd och svår folksjukdom i Sverige. Den drabbade inte minst barn och ungdomar. Barnen led ofta av så kallade skrofulos, en sorts körteltuberkulos. Som underläkare såg Ernst Lindahl hur tuberkulospatienterna på lasaretten led. Han bestämde sig därför för att ägna sitt liv åt att lindra deras lidande och om möjligt bota dessa patienter. Ernst Lindahl hade under sina många resor i studiesyfte utomlands sett väl fungerande kustsanatorier för skrofulösa barn. Han hade mycket bestämda åsikter om hur tuberkulospatienterna bäst kunde botas. Frisk luft, salta bad och sol, i kombination med vila och näringsrik mat, var receptet.
När Ernst Lindahl sommaren år 1900 första gången såg Vejby sandplantering förstod han att han hittat platsen för sitt kustsanatorium. Den 2 juni 1903 stod första byggnaden i det som fick namnet Kronprinsessan Victorias Kustsanatorium (KVK) klar och snart var alla rummen, utom två, upptagna av barn.
På 1940-talet började man vaccinera mot tuberkulos och Kustsanatoriet kunde därigenom börja användas för andra patientgrupper. År 1949 fanns 409 patienter, de flesta med ortopediska sjukdomar. Sanatoriet användes på 1950-talet även som sjukhus för polioskadade. Under den här perioden bytte KVK namn till Kronprinsessan Victorias Sjukhus, KVS. I början av 1960-talet började man på KVS ta emot multihandikappade barn och en unik och mycket framgångsrik särskola drevs i många år, långt före särskolereformen. Sanatoriet övertogs av Kristianstads läns landsting år 1975 som använde det som vårdhem fram till nedläggningen år 1986. Det användes därefter som vandrarhem och flyktingförläggning.

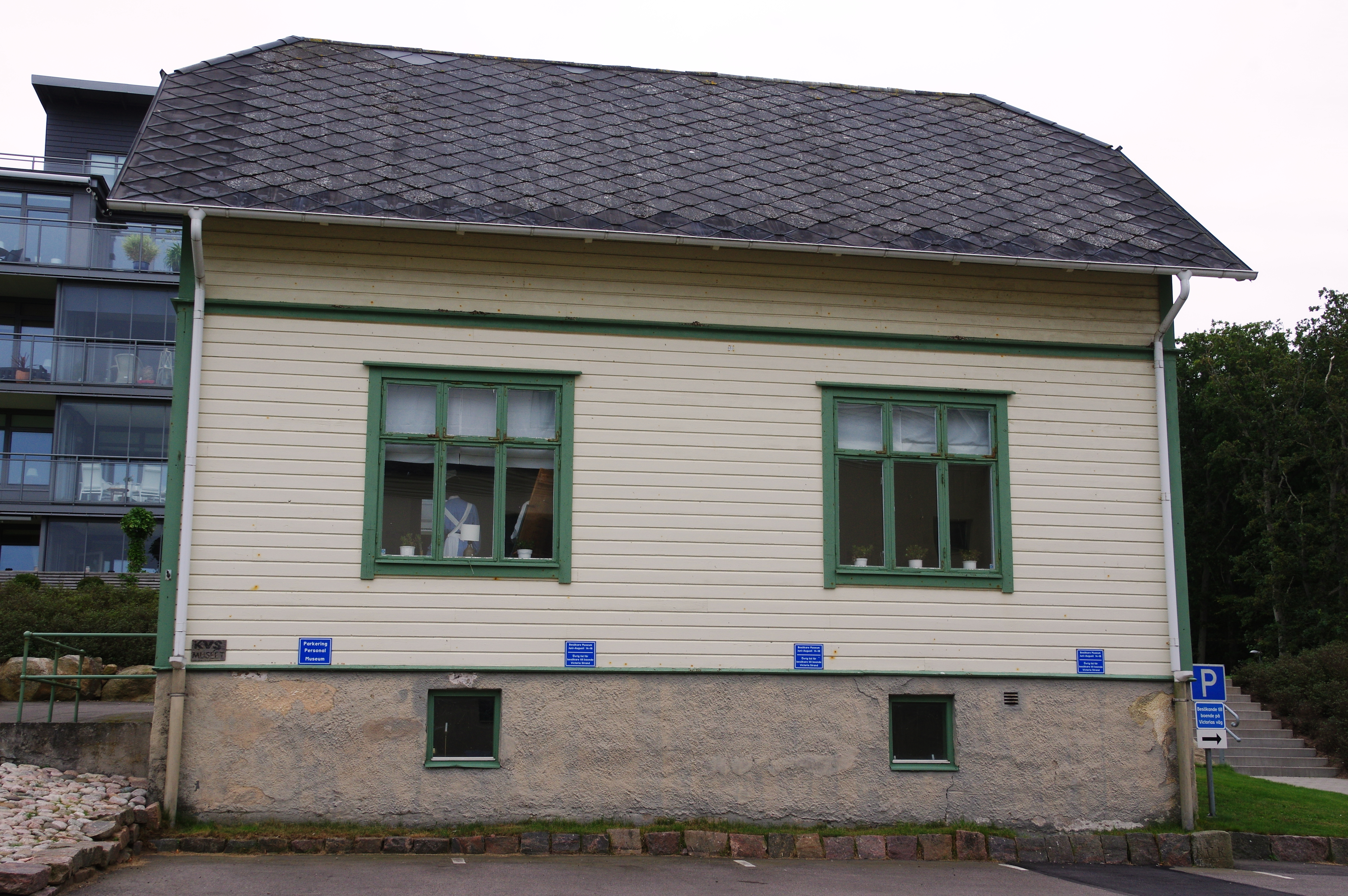
Annex 1, nuvarande KVS-museet.

Idag är KVS-området privatägt och i gamla huvudbyggnaden finns ett äldreboende och ett demensboende. Annex 1 inrymmer sedan år 2003 KVS-museet, som kom till genom ett samarbete mellan KVS-områdets ägare och några ortsbor knutna till Vejbyföreningen.
När en tbc-patient som varit sängliggande under längre tid började tillfriskna, användes en bräda med remmar, för att träna patienten att kunna stå upp. Han eller hon spändes fast en stund varje dag och brädan restes dag för dag allt mer upprätt. När man klarade att stå upprätt en halvtimme, fick man bli uppegående patient, s.k. oppegångare. Brädan ifråga finns kvar och visas på KVS-museet, som är öppet under sommarmånaderna.